# Kurtis Kraft 500B
O Kurtis Kraft 500B é o modelo da Kurtis Kraft utilizado entre 1953 e 1957. Foi guiado por Fred Agabashian, Keith Andrews, Ray Crawford, Jimmy Davies, Johnny Fedricks, Pat Flaherty, Elmer George, Cliff Griffith, Al Herman, Bill Holland, Bill Homeier, Eddie Johnson, Ernie McCoy, Cal Niday, Johnnie Parsons, Jim Rathmann, Paul Russo e Jack Turner.